# Kökarfjärden
Kökarfjärden är en fjärd i Skärgårdshavet i Pargas stad i Egentliga Finland och Kökar på Åland.